# نادي أنابولينا
نادي أنابولينا لكرة القدم (بالبرتغالية: Associação Atlética Anapolina‏) هو نادي كرة قدم برازيلي، والممثل الثاني لمدينة أنابوليس بمقاطعة غوياس البرازيلية. تأسس في الفاتح من يناير سنة 1948، ويلعب حاليا بالدوري البرازيلي الدرجة الرابعة.

## وصلات خارجية
لم يتم العثور على روابط لمواقع التواصل الاجتماعي.